# Qui rido io
Qui rido io è un film del 2021 diretto da Mario Martone.
Il film, con protagonista Toni Servillo nel ruolo del commediografo e attore napoletano Eduardo Scarpetta, è stato presentato in concorso alla 78ª Mostra internazionale d'arte cinematografica di Venezia.

## Trama
Primi anni del XX secolo. Nella Napoli culturalmente vivace della Belle Époque, l'attore e commediografo Eduardo Scarpetta è al culmine del suo enorme successo a teatro: Felice Sciosciammocca, personaggio da lui creato, ha soppiantato Pulcinella come maschera tipica di Napoli, e le sue commedie riscuotono un successo senza pari. Eduardo si barcamena tra il palco e un complesso nucleo familiare fatto di mogli, amanti e figli legittimi e illegittimi: con la moglie Rosa De Filippo ha tre figli, Maria (sua madre in realtà fu Francesca Giannetti), Vincenzo e Domenico (riconosciuto da lui ma in realtà figlio del re Vittorio Emanuele II); con Luisa, nipote di Rosa, ha invece avuto Titina, Eduardo e Peppino De Filippo, che vengono da lui mantenuti e lo trattano come uno zio, pur consapevoli che egli sia loro padre. Vincenzo, Eduardo e Titina sono avviati al teatro sin da giovani, alternandosi nella parte di Peppeniello in Miseria e nobiltà; emerge in particolare il talento dei due ragazzi: Vincenzo, ormai prossimo all'età adulta, è stato designato dal padre come erede della compagnia e del personaggio di Felice Sciosciammocca, e avverte il peso di questo compito; Eduardo fin dagli esordi è un versato attore e commediografo, ma soffre per il mancato riconoscimento da parte di suo padre.
Un giorno, a Roma, Scarpetta assiste a una rappresentazione de La figlia di Iorio, un dramma di Gabriele D'Annunzio, e decide di realizzarne una parodia in chiave comica. Nonostante il parere contrario di Rosa, Eduardo ne scrive il copione e poi si reca in Toscana per chiedere a D'Annunzio, allora ritenuto il poeta più importante di tutta Italia, il consenso alla messa in scena dello spettacolo. Il Vate sembra essere accondiscendente nei confronti di Scarpetta e si mostra molto divertito dalle sue trovate, ma di fatto concede solo un ambiguo assenso verbale. Scarpetta prosegue quindi nella realizzazione della parodia. Durante la prima, approfittando di una défaillance della prima attrice, un gruppo di intellettuali vicini a D'Annunzio (tra i quali Roberto Bracco e Ferdinando Russo) iniziano a protestare rumorosamente contro Scarpetta, colpevole di aver plagiato il dramma originale al solo scopo di gettare discredito sul Vate. Eduardo è costretto a interrompere la recita e mettere in scena un altro spettacolo. Poco tempo dopo questi avvenimenti la Società Italiana degli Autori ed Editori querela Eduardo Scarpetta per aver contraffatto La figlia di Iorio: ne nascerà un'annosa vicenda giudiziaria che avrà ripercussioni sulla vita artistica e personale del commediografo.
Eduardo tenta in ogni modo di attirarsi le simpatie dei giovani intellettuali napoletani come Salvatore Di Giacomo, Libero Bovio ed Ernesto Murolo (quest'ultimo forse suo ennesimo figlio illegittimo), organizzando feste a Villa La Santarella, la sua ricca magione: questo però ha come solo risultato l'inasprimento delle antipatie nei suoi confronti da parte di costoro, che ritengono il teatro scarpettiano troppo popolare per essere annoverato tra le forme d'arte. L'unico a schierarsi dalla sua parte è Benedetto Croce, il quale gli presterà aiuto nell'iter processuale. Nel frattempo nuove difficoltà affliggono la famiglia di Eduardo: Peppino, messo a balia in campagna, viene richiamato a vivere con la madre e i fratelli, ma trova numerose difficoltà nell'integrarsi e soprattutto a confrontarsi con la forte personalità dello zio/padre; Luisa intanto rimane nuovamente incinta, ma la bambina nasce morta. Intanto a Napoli, con l'apertura del Salone Margherita e l'avvento del cinematografo, la commedia viene sempre più messa da parte: Eduardo deve quindi sopportare il tradimento di Gennaro Pantalena, suo storico amico e collega, che lascia la sua compagnia per recitare nel dramma Assunta Spina di Salvatore di Giacomo. Anche suo figlio Vincenzo vorrebbe affrancarsi da lui per fare cinema, e tra i due nasce un forte conflitto.
Arriva il giorno dell'udienza. Durante l'interrogatorio, Eduardo si esibisce in un vero e proprio spettacolo comico durante il quale, con toni ironici e brillante gestualità, rivendica il proprio diritto alla satira e mette in ridicolo D'Annunzio e i suoi accusatori, difendendo vigorosamente la propria arte. Così facendo riesce ad accattivarsi le simpatie del pubblico e della giuria, che infine lo assolverà da tutte le accuse. La vittoria in tribunale, tuttavia, non sarà sufficiente a rasserenare l'attore: pochi mesi dopo Eduardo Scarpetta si ritirerà dalle scene, lasciando a Vincenzo la guida della compagnia. I fratelli De Filippo diventeranno invece i più importanti attori napoletani del XX secolo, ed Eduardo in particolare diverrà uno dei più influenti commediografi del mondo.

## Produzione
Il film è stato girato a Napoli, diverse scene al Teatro Valle di Roma.

## Promozione
La prima clip è stata diffusa online il 26 luglio 2021, seguita il 9 agosto dal trailer.

## Distribuzione
Il film è stato presentato in anteprima il 7 settembre 2021 in concorso alla 78ª Mostra internazionale d'arte cinematografica di Venezia. È stato distribuito nelle sale cinematografiche italiane da 01 Distribution a partire dal 9 settembre 2021.

## Accoglienza
Qui rido io ha un indice di approvazione del 75% su Rotten Tomatoes, basato su 8 recensioni, e una valutazione media di 6/10.

## Riconoscimenti
- 2021 - Mostra internazionale d'arte cinematografica[1]
  - Premio Pasinetti al miglior attore per Toni Servillo
  - In concorso per il Leone d'oro al miglior film
- 2021 - Ciak d'oro
  - Miglior film
  - Migliore scenografia a Giancarlo Muselli e Carlo Rescigno
  - Migliori costumi a Ursula Patzak
  - Migliore fotografia a Renato Berta
  - Migliore sceneggiatura a Mario Martone e Ippolita Di Majo
  - Candidatura al miglior regista a Mario Martone
  - Candidatura a migliore montaggio a Jacopo Quadri
- 2022 - David di Donatello
  - Miglior attore non protagonista per Eduardo Scarpetta
  - Miglior costumista per Ursula Patzak
  - Candidatura al miglior film
  - Candidatura al miglior regista per Mario Martone
  - Candidatura alla migliore sceneggiatura originale per Mario Martone e Ippolita di Majo
  - Candidatura al miglior produttore per Carlotta Calori, Francesca Cima e Nicola Giuliano
  - Candidatura alla migliore attrice protagonista per Maria Nazionale
  - Candidatura al miglior attore protagonista per Toni Servillo
  - Candidatura alla migliore attrice non protagonista per Cristiana Dell'Anna
  - Candidatura al miglior autore della fotografia per Renato Berta
  - Candidatura al miglior montatore per Jacopo Quadri
  - Candidatura al miglior scenografo per Laura Casalini, Francesco Fonda, Giancarlo Muselli, Carlo Rescigno
  - Candidatura al miglior trucco per Alessandro D'Anna
  - Candidatura al miglior suono
- 2022 - Nastri d'argento
  - Miglior regista a Mario Martone (anche per Nostalgia)
  - Miglior sceneggiatura a Mario Martone e Ippolita de Majo (anche per Nostalgia)
  - Candidatura per Miglior film
  - Candidatura per Miglior attore protagonista a Toni Servillo
  - Candidatura per Miglior attore non protagonista a Lino Musella